# Ralf Krack
Ralf Krack (* 1966 in Cuxhaven) ist ein deutscher Rechtswissenschaftler.

## Leben
Nach dem Jurastudium (1985–1990) in Göttingen, der Promotion 1993 bei Fritz Loos, dem Referendariat im Bezirk des OLG Celle (1993–1995) und der Habilitation 2001 war er zunächst Professor an der Christian-Albrechts-Universität Kiel. Seit 2007 ist er als Nachfolger von Hans Achenbach Universitätsprofessor für Strafrecht, Wirtschaftsstrafrecht und Strafprozessrecht an der Universität Osnabrück.

## Schriften (Auswahl)
- List als Straftatbestandsmerkmal – Zugleich ein Beitrag zu Täuschung und Irrtum beim Betrug. Frankfurt am Main 1994, ISBN 3-631-46724-9.
- Rehabilitierung des Beschuldigten im Strafverfahren. Tübingen 2002, ISBN 3-16-147702-2.
- mit Heinz Koriath, Henning Radtke und Jörg-Martin Jehle (Hgg.): Grundfragen des Strafrechts, Rechtsphilosophie und die Reform der Juristenausbildung, Wissenschaftliches Kolloquium aus Anlass des 70. Geburtstages von Prof. Dr. Fritz Loos am 23. Januar 2009. Göttingen 2010, ISBN 978-3-941875-80-7.